# Hjälmvik
Hjälmvik är en bebyggelse på Rossön på södra Orust söder om länsväg 178 i Stala socken i Orusts kommun. Från 2015 avgränsar SCB här en småort.